# Georges Catroux
Georges Albert Julien Catroux (Limoges, 29 gennaio 1877 – Parigi, 21 dicembre 1969) è stato un generale e diplomatico francese.

## Biografia
Catroux nacque a Limoges, figlio di un ufficiale di carriera. Studiò al Prytanée national militaire ed entrò poi nell'École spéciale militaire de Saint-Cyr nel 1896.
Nei primi anni della sua carriera militare, Catroux si trasferì in Algeria (dove incontrò Charles de Foucauld e poi Lyautey) e poi in Indocina.
Nel 1915, mentre era al comando di un battaglione, venne fatto prigioniero dai tedeschi. Durante la sua prigionia, Catroux incontrò Charles de Gaulle, all'epoca capitano.
Dopo la prima guerra mondiale divenne membro di una missione militare francese in Arabia, prestando poi servizio in Marocco, Algeria e nel Levante.
Nel luglio del 1939, Catroux venne nominato governatore generale dell'Indocina francese e, nell'agosto del 1939, un mese dopo lo scoppio della seconda guerra mondiale, venne sostituito da Jules Brévié. Parigi era infatti intenzionata a richiamarlo in servizio per inviare un forte segnale all'Estremo Oriente riguardo alle ostilità. Ad ogni modo, dopo l'ultimatum giapponese del 17 giugno 1940 e dopo alcune vicissitudini col governo di Vichy, Catroux dovette lasciare il proprio incarico all'ammiraglio Jean Decoux il 25 giugno. Inizialmente ignorò l'ordine, ma dovette dimettersi infine il 20 luglio.
Scelse di unirsi alle forze di de Gaulle e dei partigiani francesi.
Catroux era all'epoca uno dei più alti ufficiali dell'esercito francese ad essere confluiti nella resistenza.

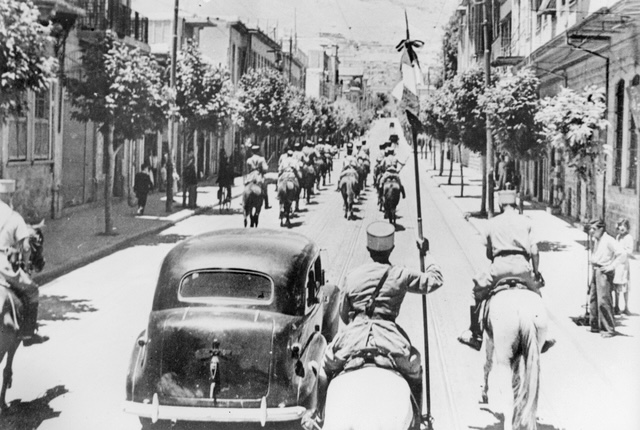
La caduta di Damasco nelle mani degli Alleati, sul finire di giugno del 1941. Una vettura con a bordo i comandanti francesi generali Georges Catroux e Paul Louis Le Gentilhomme, entra in città. La scorta è costituita da guerriglieri circassiani a cavallo.

 De Gaulle lo nominò generale delegato per il fronte di liberazione ai rapporti col Levante il 24 giugno 1941. Prese il controllo della Siria dopo la sconfitta in loco del generale Henri Dentz delle forze di Vichy e dell'Armistizio di San Giovanni d'Acri. Poco, Catroux, a nome del movimento di liberazione francese, riconobbe l'indipendenza della Siria. De Gaulle lo nominò successivamente governatore generale dell'Algeria nel 1943-44.
Ministro per il Nord Africa nel primo governo di Charles de Gaulle dal 9 settembre 1944 al 21 ottobre 1945, divenne ambasciatore francese presso l'Unione Sovietica dal 1945 al 1948.
Dopo alcune rivolte scoppiate in Marocco, Catroux negoziò il ritorno del sultano Muhammad V nel 1955.
Come ministro residente in Algeria per conto del governo di Guy Mollet nel 1956, non fu in grado di mantenere il proprio incarico a lungo per le rimostranze dei francesi residenti ad Algeri e venne costretto a lasciarlo il 6 febbraio.
Catroux venne quindi chiamato a presiedere la Commissione Catroux che venne incaricata di investigare le ragioni della sconfitta francese nella battaglia di Dien Bien Phu. Fu inoltre giudice nel tribunale militare che processò i generali coinvolti nel putsch di Algeri del 1961.
Morì a Parigi nel 1969.